# Ladislav Jung
Ladislav Jung (* 23. června 1963 Nitra) je český voják, v letech 2020 až 2022 velitel Pozemních sil Armády České republiky.

## Život
Vojenskou kariéru začal studiem na Vojenské vysoké škole pozemního vojska Vyškov v roce 1986. Po dokončení studií se roku 1988 stal velitelem 1. tankové roty. U tankového vojska vydržel až do prosince roku 1993, kdy se již jako zástupce velitele 18. tankového pluku stal náčelníkem štábu organizačního prvku 42. mechanizovaného praporu. S 42. mechanizovaným praporem se rozloučil jako jeho velitel v roce 2001 po jmenování zástupcem velitele 4. brigády rychlého nasazení. Po přestávce v letech 2007–2008, kdy působil jako zástupce náčelníka štábu Velitelství společných sil, se v roce 2008 stal velitelem 4. brigády rychlého nasazení. Od roku 2010 působil na různých vedoucích pozicích v rámci operační sekce Ministerstva obrany České republiky. Od 1. února do 30. června 2013 byl zástupcem velitele společných sil. Na to byl 8. května 2013 jmenován brigádním generálem. Po zrušení Společných sil Armády České republiky se stal zástupcem velitele Pozemních sil AČR. Na této pozici působil od 1. července 2013 do 1. ledna 2020, s přestávkou mezi lety 2016 až 2019, kdy byl náčelníkem štábu Výcvikového centra NATO (JFTC) Bydgoszcz. Dne 1. ledna 2020 nahradil dosavadního velitele pozemních sil genmjr. Josefa Kopeckého. Již jako velitel pozemních sil byl 27. října 2020 jmenován do hodnosti generálmajora.
29. září 2022 náčelník Generálního štábu AČR Karel Řehka oznámil, že na postu velitele Pozemních sil Armády České republiky nahradí Ladislava Junga příští rok brigádní generál Roman Náhončík. Důvodem mělo být uplynutí závazku genmjr. Junga. Funkci předal na konci října 2022.